# Giovanni Battista Donati
Giovanni Battista Donati (Pisa, 16 dicembre 1826 – Firenze, 20 settembre 1873) è stato un matematico e astronomo italiano.

## Biografia
Nato a Pisa, studiò nella locale Università fisica e astronomia con Carlo Matteucci (1811-1868) e Ottaviano Fabrizio Mossotti (1791-1863). Trasferitosi a Firenze, lavorò intensamente nell'osservatorio astronomico annesso al Museo di Fisica e Storia Naturale, utilizzandone la strumentazione - in particolare gli obiettivi di Giovanni Battista Amici (1786-1863) - per l'osservazione e la ricerca delle comete. Subentrato nel 1859 a Giovanni Battista Amici nella direzione della Specola del Museo fiorentino, continuò gli studi spettroscopici precedentemente iniziati. Le sue osservazioni sugli spettri stellari furono i primi studi di carattere astrofisico compiuti a Firenze e tra i primi nel mondo. Donati promosse anche la costruzione del nuovo osservatorio di Firenze sulla collina di Arcetri. Morì a Firenze di colera nel 1873.
Durante la sua attività fu lo scopritore o coscopritore di 5 comete: C/1855 L1 (Donati), C/1857 V1 (Donati-van Arsdale), C/1858 L1 (Donati), la più famosa, conosciuta come la Cometa Donati, C/1864 O1 (Donati-Toussaint) e C/1864 R1 (Donati). Il cratere Donati sulla Luna e l'asteroide 16682 Donati sono stati così chiamati in suo onore.